# Pilsbryspira albomaculata
Pilsbryspira albomaculata är en snäckart som först beskrevs av d'Orbigny 1842.  Pilsbryspira albomaculata ingår i släktet Pilsbryspira och familjen Turridae. Inga underarter finns listade i Catalogue of Life.